# Hibrida Mulya
Hibrida Mulya is een bestuurslaag in het regentschap Indragiri Hilir van de provincie Riau, Indonesië. Hibrida Mulya telt 857 inwoners (volkstelling 2010).